# Portel (freguesia)
A Freguesia de Portel é uma freguesia portuguesa do Município de Portel, com 156,40 km² de área e 2411 habitantes (censo de 2021), tendo, por isso, uma densidade populacional de 15,4 hab./km².

## Demografia
A população registada nos censos foi:
| Distribuição da População por Grupos Etários | Distribuição da População por Grupos Etários | Distribuição da População por Grupos Etários | Distribuição da População por Grupos Etários | Distribuição da População por Grupos Etários |
| -------------------------------------------- | -------------------------------------------- | -------------------------------------------- | -------------------------------------------- | -------------------------------------------- |
| Ano                                          | 0-14 Anos                                    | 15-24 Anos                                   | 25-64 Anos                                   | > 65 Anos                                    |
| 2001                                         | 426                                          | 362                                          | 1432                                         | 605                                          |
| 2011                                         | 362                                          | 264                                          | 1337                                         | 698                                          |
| 2021                                         | 305                                          | 233                                          | 1190                                         | 683                                          |

## Património
- Castelo de Portel
- Torre de Val-Boim ou Torre de Vale Aboim ou Pomar de Vale de Boim
- Convento de São Francisco dos Capuchos da Piedade ou Convento dos Capuchos de São Francisco
- Casa Nobre da Família Gil Borja de Meneses ou Monte da Chaminé
- Igreja da Senhora da Assunção ou Igreja Matriz de Nossa Senhora da Assunção ou Capela da Senhora da Assunção e conteúdo